# Lista de senadores do Brasil da 27.ª legislatura
Esta é a lista de senadores do Brasil da 27.ª legislatura do Congresso Nacional. Inclui-se o nome civil dos parlamentares, o partido ao qual eram filiados na data da posse, sua unidade federativa de origem, bem como outras informações. Esta legislatura do Senado Federal durou de 15 de novembro de 1906 a 31 de janeiro de 1909.

## Senadores em exercício ao fim da legislatura
| Imagem              | Nome                                            | Início de mandato       | Fim de mandato          | Observações |
| Alagoas             | Alagoas                                         | Alagoas                 | Alagoas                 | Alagoas |
| ------------------- | ----------------------------------------------- | ----------------------- | ----------------------- | --- |
|                     | Euclides Vieira Malta                           | 1° de fevereiro de 1900 | 11 de junho de 1906     | Governador de Alagoas (1906-1909) |
|                     | Joaquim Paulo Vieira Malta                      | 10 de fevereiro de 1907 | 31 de janeiro de 1911   | Governador de Alagoas |
|                     | Manuel José de Araújo Góis                      | 15 de novembro de 1906  | 20 de janeiro de 1908   | Suplente de Macário das Chagas |
| Amazonas            |                                                 |                         |                         | |
|                     | Jônatas Pedrosa                                 | 16 de janeiro de 1897   | 31 de janeiro de 1911   | Governador do Amazonas (1913-1917) |
|                     | Antônio Gonçalves Pereira de Sá Peixoto         | 1° de novembro de 1906  | 15 de novembro de 1908  | [ 5 ] |
|                     | Silvério José Nery                              | 11 de fevereiro de 1904 | 11 de novembro de 1930  | Perdeu o mandato com a vitória da Revolução de 1930, que dissolveu os órgãos legislativos do país, partiu para o exílio na Europa           |
| Bahia               |                                                 |                         |                         | |
|                     | Artur César Rios                                | 25 de agosto de 1906    | 17 de setembro de 1908  | [ 7 ] [ 8 ] |
|                     | Ruy Barbosa (Ruy Barbosa de Oliveira)           | 15 de novembro de 1891  | 10 de março de 1921     | Renunciou o mantado em 1921 |
|                     | Severino Vieira                                 | 15 de novembro de 1906  | 31 de janeiro de 2015   | [ 10 ] |
| Ceará               |                                                 |                         |                         | |
|                     | Francisco Sá                                    | 15 de novembro de 1906  | 17 de julho de 1909     | Nomeado Ministério da Viação e Obras Públicas (1909-1910)                                                                                   |
|                     | Joaquim Catunda (Joaquim de Oliveira Catunda)   | 15 de novembro de 1891  | 28 de julho de 1907     | Faleceu no exercício do cargo |
|                     | Pedro Borges (Pedro Augusto Borges)             | 13 de julho de 1904     | 31 de janeiro de 1917   | Governador do Ceará (1900-1904) |
| Espírito Santo      |                                                 |                         |                         | |
|                     | Cleto Nunes Pereira                             | 15 de novembro de 1898  | 11 de abril de 1908     | Faleceu no exercício do cargo |
|                     | Luís de Siqueira da Silva Lima                  | 1° de fevereiro de 1900 | 31 de dezembro de 1908  | Barão de Itapemirim |
|                     | José de Melo Carvalho Muniz Freire              | 7 de agosto de 1905     | 30 de dezembro de 1914  | Governador do Espírito Santo (1900-1904) |
| Distrito Federal    |                                                 |                         |                         | |
|                     | Lauro Sodré                                     | 15 de novembro de 1902  | 31 de janeiro de 1912   | Anteriormente Senador pelo Pará |
|                     | Barata Ribeiro                                  | 1° de fevereiro de 1900 | 31 de janeiro de 1909   | [ 18 ] |
|                     | Tomás Delfino dos Santos                        | 10 de novembro de 1896  | 14 de novembro de 1906  | [ 19 ] |
| Goiás               |                                                 |                         |                         | |
|                     | Urbano de Gouveia                               | 1° de fevereiro de 1903 | 23 de julho de 1909     | Governador de Goiás (1909-1912) |
|                     | Brás Abrantes                                   | 29 de maio de 1906      | 31 de janeiro de 1915   | [ 21 ] |
|                     | Joaquim de Sousa (José Joaquim de Sousa)        | 15 de novembro de 1891  | 31 de janeiro de 1909   | Governador de Goiás (1889-1890) |
| Maranhão            |                                                 |                         |                         | |
|                     | Manuel Inácio Belfort Vieira                    | 1° de fevereiro de 1897 | 31 de janeiro de 1909   | Governador do Maranhão (1890-1895) |
|                     | Augusto Olímpio Gomes de Castro                 | 15 de novembro de 1894  | 31 de janeiro de 1909   | Governador do Maranhão (1870-1875) |
|                     | Urbano Santos da Costa Araújo                   | 15 de novembro de 1906  | 14 de novembro de 1914  | Vice-Presidente da República (1914-1918) |
| Mato Grosso         |                                                 |                         |                         | |
|                     | Joaquim Murtinho (Joaquim Duarte Murtinho)      | 15 de novembro de 1902  | 18 de novembro de 1911  | Faleceu no exercício do cargo |
|                     | Antônio Azeredo (Antônio Francisco Azeredo)     | 1° de fevereiro de 1897 | 11 de novembro de 1930  | Perdeu o mandato com a vitória da Revolução de 1930, que dissolveu os órgãos legislativos do país, partiu para o exílio na Europa           |
|                     | José Metello (José Maria Metello)               | 1° de fevereiro de 1900 | 31 de dezembro de 1908  | [ 28 ] |
| Minas Gerais        |                                                 |                         |                         | |
|                     | Júlio Bueno Brandão                             | 1° de fevereiro de 1897 | 26 de outubro de 1908   | Governador de Minas Gerais (1908-1914) |
|                     | Feliciano Augusto de Oliveira Pena              | 4 de novembro de 1904   | 31 De janeiro de 1906   | Suplente de Carlos Vaz de Melo |
|                     | João Pinheiro da Silva                          | 1° de janeiro de 1905   | 6 de setembro de 1906   | Governador de Minas Gerais (1906-1908) |
| Pará                |                                                 |                         |                         | |
|                     | Artur Índio do Brasil e Silva                   | 15 de novembro de 1906  | 14 de novembro de 1924  | [ 32 ] |
|                     | Justo Chermont (Justo Pereira Leite Chermont)   | 1° de fevereiro de 1900 | 31 de janeiro de 1909   | Governador do Pará (1889-1891) |
|                     | José Paes de Carvalho                           | 15 de janeiro de 1905   | 31 de dezembro de 1912  | Governador do Pará (1897-1901) |
| Paraíba             |                                                 |                         |                         | |
|                     | Álvaro Lopes Machado                            | 15 de novembro de 1906  | 2 de maio de 1913       | [ 35 ] |
|                     | Valfredo Leal                                   | 15 de novembro de 1902  | 6 de março de 1908      | Monsenhor |
|                     | Antônio Alfredo da Gama Melo                    | 1° de fevereiro de 1909 | 31 de janeiro de 1917   | [ 37 ] |
| Paraná              |                                                 |                         |                         | |
|                     | Brasílio Ferreira da Luz                        | 1° de fevereiro de 1900 | 31 de janeiro de 1909   | [ 38 ] |
|                     | Cândido Ferreira de Abreu                       | 15 de novembro de 1906  | 14 de março de 1913     | Eleito Prefeito de Curitiba (1913-1916) |
|                     | Vicente Machado (Vicente Machado da Silva Lima) | 7 de janeiro de 1895    | 14 de novembro de 1902  | Vice-Governador do Paraná (1893-1894) |
| Pernambuco          |                                                 |                         |                         | |
|                     | Herculano Bandeira                              | 3 de março de 1901      | 6 de abril de 1908      | Governador de Pernambuco (1908-1911) |
|                     | Sigismundo Gonçalves                            | 8 de abril de 1900      | 6 de abril de 1904      | Governador de Pernambuco (1904-1908) |
|                     | Francisco de Assis Rosa e Silva                 | 15 de novembro de 1895  | 15 de novembro de 1898  | Vice-Presidente do Brasil (1898-1902) |
| Piauí               |                                                 |                         |                         | |
|                     | Anísio Auto de Abreu                            | 15 de novembro de 1906  | 30 de junho de 1908     | Renunciou o mandato para assumir o governo do Piauí (1908-1909)                                                                             |
|                     | Raimundo Artur de Vasconcelos                   | 19 de fevereiro de 1904 | 31 de dezembro de 1908  | [ 45 ] |
|                     | Gervásio Passos                                 | 1° de fevereiro de 1908 | 31 de janeiro de 1915   | [ 46 ] |
| Rio de Janeiro      |                                                 |                         |                         | |
|                     | Érico Marinho da Gama Coelho                    | 15 de novembro de 1906  | 14 de novembro de 1909  | [ 47 ] |
|                     | Ramiro Barcellos (Ramiro Fortes de Barcellos)   | 15 de novembro de 1906  | 31 de janeiro de 1909   | Anteriormente Senador pelo Rio Grande do Sul                                                                                                |
|                     | Lourenço Maria de Almeida Batista               | 15 de novembro de 1903  | 31 de dezembro de 1914  | [ 49 ] |
| Rio Grande do Norte |                                                 |                         |                         | |
|                     | Pedro de Albuquerque Maranhão                   | 1° de fevereiro de 1897 | 9 de dezembro de 1907   | Primeiro Governador do Rio Grande do Norte                                                                                                  |
|                     | Meira e Sá                                      | 8 de janeiro de 1907    | 31 de dezembro de 1910  | [ 51 ] |
|                     | José Bernardo (José Bernardo de Medeiros)       | 1° de fevereiro de 1891 | 15 de janeiro de 1907   | Faleceu no exercício do cargo |
| Rio Grande do Sul   |                                                 |                         |                         | |
|                     | Pinheiro Machado (José Gomes Pinheiro Machado)  | 1° de janeiro de 1890   | 8 de setembro de 1915   | Presidente do Senado Federal (1902-1903) |
|                     | Júlio Frota (Júlio Anacleto Falcão da Frota)    | 6 de maio de 1890       | 5 de março de 1909      | Faleceu no exercício do cargo |
|                     | Vitorino Monteiro                               | 15 de novembro de 1906  | 30 de maio de 1920      | Suplente de Ramiro Barcellos, que assumiu uma cadeira no senado pelo Rio de Janeiro, posteriormente reeleito. Faleceu no exercício do cargo |
| Santa Catarina      |                                                 |                         |                         | |
|                     | Hercílio Luz                                    | 24 de novembro de 1900  | 27 de setembro de 1927  | Três vezes Governador de Santa Catarina (1894-1898), (1918-1922) e (1922-1924)                                                              |
|                     | Filipe Schmidt                                  | 29 de setembro de 1902  | 27 de outubro de 1914   | Duas vezes Governador de Santa Catarina (1898-1902) e (1914-1918)                                                                           |
|                     | Lauro Müller                                    | 15 de novembro de 1906  | 13 de fevereiro de 1912 | Fundador do Partido Republicano Catarinense, Ministro das Relações Exteriores (1912-1917)                                                   |
| São Paulo           |                                                 |                         |                         | |
|                     | Alfredo Ellis                                   | 15 de fevereiro de 1903 | 30 de junho de 1925     | Faleceu no exercício do cargo |
|                     | Joaquim Lopes Chaves                            | 22 de fevereiro de 1903 | 4 de agosto de 1909     | Suplente de Paula Sousa |
|                     | Francisco Glicério                              | 28 de abril de 1902     | 12 de abril de 1916     | Faleceu no exercício do cargo |
| Sergipe             |                                                 |                         |                         | |
|                     | Martinho Garcez                                 | 1° de fevereiro de 1900 | 31 de janeiro de 1909   | [ 62 ] |
|                     | Olímpio Campos                                  | 25 de outubro de 1902   | 14 de novembro de 1906  | Organizou o partido católico, OPC, de efêmera duração                                                                                       |
|                     | Manuel Prisciliano de Oliveira Valadão          | 2 de fevereiro de 1907  | 23 de outubro de 1914   | Governador do Sergipe (1914-1918) |